# افضل‌الدین خنجی
ابوعبدالله افضل‌الدین محمد بن نام‌آور بن عبدالملک خونجی مصری شافعی منطق‌دان اثرگذار و پزشک سده هفتم هجری است. تولد ش را در سال ۵۹۰ هجری قمری دانسته‌اند. زادگاه ش را، به سبب اشکال در نسخه‌برداری و تصحیف، به خاطر شباهت لفظی به اشتباه خنج نوشته‌اند، حال آن که افضل‌الدین اهل شهر آقکند کنونی خونج (بر وزن تورج) در آذربایجان، ما بین شهر های زنجان  و اردبیل و میانه، است. افضل‌الدین در ایران تحصیل علوم کرد به علت هجوم ویرانگر مغول به آناتولی وشام و سپس برای تکمیل معلومات به مصر رسید (رجوع شود به کتاب کاغذکنان در گذرگاه تاریخ ایران تألیف اکبر پرندی ، انتشارات مؤسسه مطالعات تاریخ معاصر ایران) و در قاهره بر مسند قضاوت نشست. به علت اقامت آزگار ش در مصر او را خونجی مصری نیز خوانده‌اند. خونجی گذشته از حکمت و منطق و فقه در پزشکی هم زبردست بود و بر قانون ابن سینا شرح نوشت و افزون بر قضاوت به تدریس و تعلیم علوم هم اشتغال داشت. او سه کتاب منطقی دارد: جمل القواعد، الموجز و کشف الاسرار عن غوامض الافکار. دو کتاب اول بسیار مختصر و کتاب اخیر نسبتاً مفصل است. ابن بدیع بندهی بر کشف الاسرار حواشی‌ای دارد و کاتبی بر آن شرح نوشته‌است. خونجی در میان منطق‌دانان، به سبب کتاب اثرگذار ش، کشف الاسرار، به «صاحب الکشف» آوازه دارد و آرای او در مطالع الانوار سراج‌الدین ارموی و شرح آن به چشم می‌خورد. این کتاب بر اساس مباحث منطق المخلص فخر رازی است. در این کتاب به آرای ابن سینا و پس از آن به آرای فخر رازی بسیار توجه می‌شود و معمولاً نقدهای رازی بر شیخ مورد نقادی قرار می‌گیرد. سراج الدین ارموی کتاب بیان الحق و لسان الصدق را بر پایه کتاب کشف الاسرار خونجی نگاشته‌است.
خونجی از نظر مورخ مشهور ابن خلدون در تاریخ جایگاه والایی دارد به نظر وی کتاب کشف الاسرار عن غوامض الافکار تأثیر عمیقی بر آثار منطقی اسلامی قرون متاخر گذاشته‌است. کتاب مذکور موضوع پایان‌نامه کارشناسی ارشد آقای حسین ابراهیمی بوده که از روی نسخه اسکوریال اسپانیا است که در کتابخانه دانشگاه تهران موجود است. (پرندی اکبر کاغذکنان در گذرگاه تاریخ ایران ص ۲۱۰) خوشبختانه کتاب کشف الاسرار عن غوامض الافکار خونجی در سال ۱۳۸۹ از سوی مؤسسه پژوهشی حکمت و فلسفه ایران و مؤسسه مطالعات اسلامی دانشگاه برلین آلمان با تحقیق و تصحیح خالدالرویهب از روی هشت نسخه خطی کتاب مذکور چاپ و منتشر شده‌است. مآخذ: پرندی اکبر کاغذکنان در گذرگاه تاریخ ایران، چاپ دوم ص ۲۱۱–۲۰۷

## آرای منطقی
برخی از آرای خونجی در کشف الاسرار به شرح ذیل است:
1. نسب چهارگانه بین دو کلی در کشف الاسرار خونجی بحث مستقلی را به خود اختصاص داده‌است؛[۳][۴]
2. وی استدلال شیخ الرئیس را بر شأنیت موضوع معدوله نمی‌پذیرد و می‌گوید: اگر صغرا موجبه معدولة المحمول باشد باید موجبه بدون وجود موضوع صادق باشد، در حالی که چنین نیست. صغرا در استدلال شیخ موجبه سالبة المحمول است و وجود موضوع در موجبه سالبة المحمول بر خلاف موجبه معدولة المحمول به دلیل سالبه بودن ضروری نیست.[۵][۶]
3. موجبه در صورتی عکس مستوی دارد که قضیه به اعتبار موضوع حقیقیه یا خارجیه باشد نه از نوع موجبه سالبة المحمول.[۷]
4. از شرایط انتاج شکل اول و سوم ایجاب صغرا است، در صورتی که مقصود از موضوع در صغرا از نوع حقیقة الموضوع یا خارجیة الموضوع باشد، اما اگر صغرا موجبه سالبة المحمول باشد، ممکن است اصغر به دلیل امکان معدوم بودنش تحت اوسط قرار نگیرد و قیاس با آنکه موجبه است منتج نباشد.[۷]